# Regalismo
In ambito storiografico, il regalismo è una o un insieme di dottrine che sostengono il diritto di un monarca o di una corte ad esercitare autorità giuridica e teologica sul clero nazionale. Tale sistema di dottrine si contestualizza in Europa generalmente nelle lotte contro l'autorità papale della Chiesa cattolica e i privilegi fiscali delle diocesi.

## Storia

### Origini e sviluppi
Filippo IV di Francia (Filippo il Bello) fu tra gli inauguratori di questa politica, grazie all'attività di fedeli giuristi come Pietro Dubois e Guglielmo di Nogaret, i quali fondarono una dottrina giuridica basata sul principio del Rex superiorem non recognoscit, et imperator est rex in territorio suo. Secondo questo principio infatti si negavano i diritti di alcune entità fino ad allora riconosciute come universali e quindi superiori agli stessi sovrani, cioè l'Imperatore e il papa. Grazie a questa dottrina Filippo poté trionfare su papa Bonifacio VIII e compiere atti di prepotenza e veri e propri abusi di potere come lo scioglimento e l'incameramento nelle casse regie dei beni dell'Ordine Templare (1312), nonché la tassazione dei beni degli ecclesiastici. La nuova politica fiscale causò l'intervento diretto di papa Bonifacio VIII che emanò una serie di bolle e scomuniche contro i provvedimenti regi ("Unam Sanctam").
Dalla fine dell'Impero romano le immunità finanziarie del clero non avevano mai cessato di aumentare, ed erano da secoli considerate naturali quanto le immunità giudiziarie. La politica volta a sostenere la superiorità delle decisioni statali su quelle del clero iniziata da Filippo IV trovò sostegno filosofico in Marsilio da Padova, che nel suo Defensor pacis del 1324 affermava che la causa prima del diritto e della legge è la totalità dei cittadini e non dei fedeli, riprendendo tesi della Politica di Aristotele.

### Età moderna
Il regalismo fu così alla base del sorgere del concetto di politica e di Stato in senso moderno nell'Europa occidentale: tramontava l'idea universalistica, fondata sul diritto romano e sulle politiche religiose carolinge, di una Chiesa cristiana unita non solo spiritualmente, ma anche in un unico corpo sociopolitico, al cui vertice stavano il papa e l'imperatore. Alcuni aspetti del pensiero politico medievale venivano depurati del contenuto ecumenico, e sorsero allo stesso tempo dottrine che furono poi il fondamento delle tesi giuridiche alla base dei principali stati assoluti dell'occidente.
Sono spesso considerate forme di regalismo il giuseppinismo e il gallicanesimo, anche se quest'ultimo è più legato alla tradizione di autonomia tipica delle correnti episcopaliste che consideravano intangibili le autonomie delle chiese locali (in questo caso quella francese) e la giurisdizione del pontefice limitata dai diritti storici.
Il regaliamo differisce dal giurisdizionalismo perché il primo può essere legato in molti casi alla teoria del diritto divino dei re mentre il secondo é una teoria che condidera la soggezione anche della religione al potere decisionale dello Stato indipendentemente da teorie di carattere religioso, per il solo fatto che, secondo i suoi fautori, non vi sono ambiti su cui lo Stato non possa intervenire normativamente.